# 川畑佳樹
川畑 佳樹（かわばた よしき、1965年 - ）は、日本の実業家、バクスター日本法人元代表取締役社長。

## 人物・経歴
1965年生まれ。1987年に立教大学法学部を卒業後、センチュリーメディカルなどを経て、1995年にジョンソン・エンド・ジョンソンに入社。エチコンエンドサージェリー事業部長、サージェリーグループシニアバイスプレジデントを歴任し、5つの事業部を統括。2008年1月、バクスター日本法人代表取締役社長に就任。